# Moses Pitakaka
Moses Pitakaka, född 1945, död 25 december 2011, var Salomonöarnas generalguvernör 7 juli 1994 – 7 juli 1999.